# Liste der Flurnamen in Breydin
Die Liste der Flurnamen in Breydin enthält alle bekannten Flurnamen der brandenburgischen Gemeinde Breydin und ihrer Ortsteile.
| Gemarkung | Flur     | Flurname                     | Nutzung | Bemerkung |
| --------- | -------- | ---------------------------- | ------- | --------- |
| Klobbicke | 1 (Lage) | Der hintere Rittertempel     | Wald    |           |
| Klobbicke | 1 (Lage) | Der vordere Rittertempel     | Wald    |           |
| Klobbicke | 1 (Lage) | Hinterste Bullenwinkelstücke | Wiese   |           |
| Klobbicke | 1 (Lage) | Hufen                        | Feld    |           |
| Klobbicke | 1 (Lage) | Pfannstücken                 | Wald    |           |
| Klobbicke | 1 (Lage) | Rittertempel                 | Wald    |           |
| Klobbicke | 1 (Lage) | Schauenberge                 | Wald    |           |
| Klobbicke | 1 (Lage) | Schmale Bullenwinkelstücke   | Wiese   |           |
| Klobbicke | 1 (Lage) | Stierenpfuhlenden            | Wiese   |           |
| Klobbicke | 1 (Lage) | Trampgräbenflecken           | Wiese   |           |
| Klobbicke | 1 (Lage) | Trampgrabenstücke            | Wald    |           |
| Klobbicke | 2 (Lage) | Birktränken                  | Wald    |           |
| Klobbicke | 2 (Lage) | Die sechs Enden              | Feld    |           |
| Klobbicke | 2 (Lage) | Eilf-Enden                   | Feld    |           |
| Klobbicke | 2 (Lage) | Schauenberge                 | Wald    |           |
| Klobbicke | 3 (Lage) | Die faulen Forthenden        | Feld    |           |
| Klobbicke | 3 (Lage) | Die kurzen Gehren            | Feld    |           |
| Klobbicke | 3 (Lage) | Gehren                       | Feld    |           |
| Klobbicke | 3 (Lage) | Haveln                       | Feld    |           |
| Klobbicke | 3 (Lage) | Hufen im Heckelberger Felde  | Feld    |           |
| Klobbicke | 3 (Lage) | Knopfstücke                  | Feld    |           |
| Klobbicke | 3 (Lage) | Mühlenstücke                 | Feld    |           |
| Klobbicke | 3 (Lage) | Weinbergstücke               | Feld    |           |
| Trampe    | 2 (Lage) | Klobbisches Feld             | Feld    |           |
| Tuchen    | 1 (Lage) | Feuerland                    | Feld    |           |
| Tuchen    | 1 (Lage) | Kommuneforst                 | Wald    |           |
| Tuchen    | 1 (Lage) | Kommuneforst                 | Wald    |           |
| Tuchen    | 1 (Lage) | Mooswiesen                   | Wiese   |           |
| Tuchen    | 2 (Lage) | Seefelde                     | Wiese   |           |
| Tuchen    | 3 (Lage) | Kommunforst                  | Wald    |           |
| Tuchen    | 3 (Lage) | Oberfeld                     | Feld    |           |